# Justin Upton
Justin Irvin Upton (Norfolk, 25 agosto 1987) è un giocatore di baseball statunitense che gioca nel ruolo di esterno per i Los Angeles Angels of Anaheim della Major League Baseball (MLB).

## Carriera
Upton fu scelto come primo assoluto nel draft MLB 2005 dagli Arizona Diamondbacks. Debuttò nella MLB il 2 agosto 2007, al Petco Park di San Diego contro i San Diego Padres. Il 4 agosto batté la sua prima valida. La sua prima stagione regolare fu relativamente deludente, pur giocando poche partite, battendo con una media di .221 ma si rifece nei playoff di quell'anno battendo con .357. Nella prima stagione completa, quella del 2008, le sue cifre migliorarono, pur avendo passato 5 settimane in lista infortunati, chiudendo con .250 in battuta, 15 fuoricampo e 41 punti battuti a casa (RBI). Nel 2009, Upton fu convocato per il primo All-Star Game. Il 3 marzo 2010 firmò un rinnovo contrattuale di sei anni del valore di 50 milioni di dollari.
Nel 2011, Upton batté con .289, con 31 fuoricampo, venendo convocato per il secondo All-Star Game. Vinse il suo primo Silver Slugger Award e si classificò quarto nel premio di MVP della lega dietro a Ryan Braun, Matt Kemp, e Prince Fielder. L'ultima stagione in Arizona fu quella del 2012, chiusa al secondo posto della National League in punti segnati.
Il 20 gennaio 2013, Upton fu scambiato con gli Atlanta Braves, dove trovò il fratello Melvin. Vi giocò per due stagioni e assieme al fratello i due stabilirono un nuovo record MLB segnando entrambi un fuoricampo nella stessa gara per cinque volte. Nel 2014 vinse il suo secondo Silver Slugger Award
Il 19 dicembre 2014, i Braves scambiarono Upton con i San Diego Padres . Nell'unica stagione in California fu convocato per il terzo All-Star Game, chiudendo con .251 in battuta, 26 home run e 81 RBI.
Il 20 gennaio 2016, i Detroit Tigers fecero firmare ad Upton un contratto di sei anni del valore di 132,75 milioni di dollari. Nel luglio 2017 fu convocato per il quarto All-Star Game in carriera al posto dell'infortunato Mike Trout.
Il 31 agosto 2017 fu scambiato con i Los Angeles Angels of Anaheim per due giocatori delle minor league e un conguaglio in denaro. A fine anno vinse il suo terzo Silver Slugger Award dopo avere chiuso con una media battuta di .273, 35 fuoricampo e 109 RBI. Il 2 novembre 2017 accettò un contratto di 5 anni del valore di 106 milioni di dollari con gli Angels.

## Palmarès
- MLB All-Star: 4

2009, 2011, 2015, 2017
- Silver Slugger Award: 3

2011, 2014, 2017